# 天水圍市中心公共運輸交匯處
天水圍市中心公共運輸交匯處位於新界元朗區天水圍嘉恩街及天恩路交界，連接輕鐵天榮站，為一個室內環狀公共運輸交匯處，現時有15條巴士路線以此為總站，另有2條巴士路線途經。是全港唯一集齊四間專營巴士公司（九巴、龍運巴士、城巴、嶼巴）的巴士總站。

## 歷史
該處名為「天水圍市中心」原因是該處原計劃發展為天水圍新市鎮的中心地帶；毗鄰天水圍公園、輕鐵天水圍總站（現稱天榮站）；旁邊是區內最大型購物商場置富嘉湖（原名「嘉湖銀座」）和唯一一家酒店嘉湖海逸酒店。西部走廊鐵路（後來的九廣西鐵，今屯馬綫一部份）原定也將總站設在該處，但由於走線更改，天水圍站已選址在屏山北部、天水圍以南交界。

## 車站佈局
現在的天水圍市中心公共運輸交匯處為一單層獨立建築物，上蓋闢為平台花園，設有行人天橋通往天水圍公園及栢慧豪園。乘客可利用總站車輛入口和出口旁的兩組扶手電梯和樓梯往返該層，而入口更附設升降機。
地面層巴士總站車輛入口設於嘉恩街，出口則通往天恩路。總站採用圍邊鋸齒形設計，8個鋸齒形站位分佈於總站外圍車道，中央位置設有3條三坑闊度的車坑供巴士停泊待命，並無上落客功能。
總站南面近置富嘉湖一方，建有數間房間，分別為九巴、龍運及城巴的站長室，以及上述公司的員工休息室，旁邊設有自動飲品販賣機及巴士公司職員專用洗手間。總站嘉恩街出口對面，栢慧豪園地下設有名為「天水圍公共交通運輸交匯處公廁」的公共洗手間。
| 圍邊鋸齒形巴士總站月台分佈（以最近出口起計） | 圍邊鋸齒形巴士總站月台分佈（以最近出口起計） | 圍邊鋸齒形巴士總站月台分佈（以最近出口起計）     | 圍邊鋸齒形巴士總站月台分佈（以最近出口起計） |
| 編號                                         | 座向                                         | 巴士路線                                         |                                              |
| -------------------------------------------- | -------------------------------------------- | ------------------------------------------------ | -------------------------------------------- |
| 1                                            | 北面                                         | 969、969C（往太古）、969P、969X、N969            |                                              |
| 2                                            | 北面                                         | 969B、969C（往天瑞）                             |                                              |
| 3                                            | 北面                                         | B2P                                              |                                              |
| 4                                            | 西面                                         | A37（往機場（地面運輸中心））、E37               |                                              |
| 5                                            | 西面                                         | 69、A37（往朗屏站）、E37（特別班次）、E37C、NA37 |                                              |
| 6                                            | 南面                                         | 269B                                             |                                              |
| 7                                            | 南面                                         | 269C、269S                                       |                                              |
| 8                                            | 南面                                         | 69M、265S、869（落客站）                         |                                              |
| ——                                           | 嘉恩街                                       | 79S、618、K74                                    |                                              |

## 總站路線資料

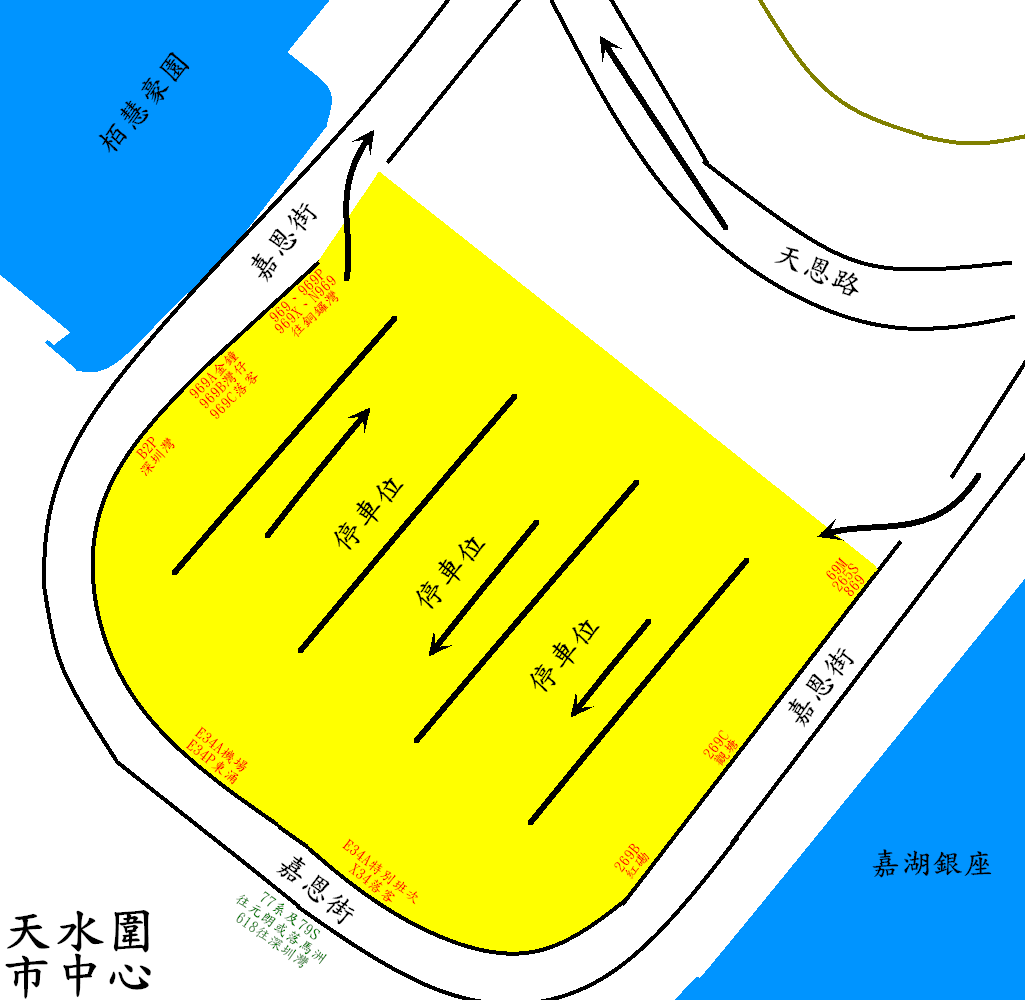
天水圍市中心公共交通交匯處的平面圖

### 九龍巴士69線
- 天水圍市中心 ↔ 元朗（德業街）

於2022年12月18日投入服務，途經天悅邨、天逸邨、香港濕地公園、元朗廣場、朗屏邨及朗屏站，本線原本是城巴營辦後棄辦，後改由九巴營辦。

### 九龍巴士69M線
- 天水圍市中心 ↔ 葵芳站

於1992年4月8日投入服務，1993年2月28日延長至天瑞，1995年3月31日縮短至葵芳地鐵站，1998年5月26日配合大欖隧道通車大幅修改路線，2014年11月29日配合元朗區M線服務重組延長至此，途經葵興、大窩口站、荃灣、屯門公路、大欖隧道、元朗公路、天祐苑、天耀邨、天水圍公園、天瑞邨、天華邨及天頌苑。

### 九龍巴士265S線
- 天水圍市中心 → 香港教育大學
大埔工業邨 → 天水圍市中心
- 未找到該路綫的special資料，請複查Module:香港巴士/klnt。

提供天水圍市中心、天水圍北、天瑞邨、天耀邨往來大埔墟及大埔工業邨的巴士服務。於2004年8月31日起投入服務。只於平日早上於天水圍市中心開出3班（0640、0715、0725）及於大埔工業邨開出1班（0645）。
0725班次只限星期一至五服務，加經元朗。

### 九龍巴士269B線
- 天水圍市中心 ↔ 紅磡（紅鸞道）

提供天水圍市中心、美湖居、天頌苑、天瑞邨及天耀邨往來佐敦、尖沙咀、紅磡的巴士服務。於1998年5月26日起以配合大欖隧道通車投入服務。

### 九龍巴士269C線
- 天水圍市中心 ↔ 觀塘碼頭

提供天水圍市中心、美湖居、天頌苑、天瑞邨及天耀邨往來黃大仙、彩虹、九龍灣、觀塘的巴士服務，於1994年4月26日起為因天水圍開始開發及東九龍不少屋邨需要重建而要來往兩區的市民投入服務。本線與296C線並無關連。

### 九龍巴士269S線
- 天水圍市中心 ↔ 觀塘碼頭

提供天水圍市中心、美湖居、天頌苑、天瑞邨及天耀邨往來黃大仙、九龍灣商貿區、觀塘商貿區服務。於2016年10月17日服務，初時只提供單向服務，於2018年8月27日提供回程服務。

### 九龍巴士869線
- 沙田馬場 → 天水圍市中心（只供落客，不設回程）

提供接載沙田馬場散場的馬迷返回元朗及天水圍的巴士服務。於1998年1月1日起投入服務。只在沙田馬場賽馬日開出，由尾場賽事前1小時至尾場結束後1小時提供服務。

### 過海隧道巴士969線（每日18:45前去程班次及每日回程班次）
- 天水圍市中心 ↔ 銅鑼灣（摩頓台）

提供天水圍市中心、嘉湖山莊（美湖居）、天頌苑、天瑞及天耀往來中區、灣仔及銅鑼灣的巴士服務，是天水圍區的過海隧道路線，早於1994年已提供服務。

### 過海隧道巴士969B線
- 天水圍市中心 ↔ 灣仔

於2006年4月10日投入服務，途經翠湖居、天晴邨、美湖居、景湖居、天耀邨（只限回程）、大欖隧道、西區海底隧道、上環（只限去程）、中環及金鐘，只於平日繁忙時間提供服務，為過海隧道巴士969線的特別班次。

### 過海隧道巴士969C線（特別班次）
- 天水圍市中心 → 太古（康怡廣場）

### 過海隧道巴士969P線
- 天水圍市中心 → 銅鑼灣（摩頓台）

是969的輔助線，提供天水圍市中心、翠湖居、天華邨、天頌苑、麗湖居、美湖居、景湖居及天慈往上環、中環、金鐘、灣仔及銅鑼灣的過海隧巴服務。於1998年8月10日起投入服務。只於星期一至六0700至0900行走。

### 過海隧道巴士969X線
- 天水圍市中心 → 銅鑼灣（禮頓道）

於2003年10月27日投入服務，2013年8月17日延長至此，途經天頌苑、天瑞邨、天耀邨、天盛苑、大欖隧道、西區海底隧道及灣仔北，只於平日上午繁忙時間提供服務，為過海隧道巴士969線的特別班次。

### 龍運巴士E37線
- 天水圍市中心 ↔ 機場（地面運輸中心）
- 天水圍市中心 → 機場（地面運輸中心）（不經天水圍北）

於2021年6月20日投入服務，前身為E34A線。途經嘉湖山莊（美湖居、麗湖居、景湖居）、天晴邨、香港濕地公園、天逸邨、天富苑、天頌苑、天瑞邨、天水圍公園、天耀邨、天祐苑、元朗公路、屯門赤鱲角隧道、東涌市中心及機場後勤區，於上午繁忙時間另設有不經天水圍北前往機場方向的特別班次。

### 龍運巴士E37C線
- 天水圍市中心 ↔ 飛機維修區

於2021年12月20日投入服務，途經嘉湖山莊（美湖居、麗湖居、景湖居）、天晴邨、香港濕地公園、天逸邨、天富苑、天頌苑、天瑞邨、天水圍公園、天耀邨、屏欣苑、元朗公路、紅橋、屯門市中心、友愛邨/安定邨、兆麟苑、屯門赤鱲角隧道及機場後勤區，只於每日繁忙時間提供服務。

### 港鐵巴士K74綫
- 天水圍市中心 ↺ 凹頭

於2004年9月27日起投入服務，途經天頌苑、天瑞邨、天水圍公園、天慈邨、朗屏邨、元朗市中心及港鐵元朗站，2022年3月6日延長至天水圍市中心。

### 過海隧道巴士N969、969N線
N969
- 天水圍市中心 ↔ 銅鑼灣（摩頓台）

由城巴獨自經營。提供天水圍區來往屏山、洪水橋、藍地、屯門市中心、上中環、灣仔、銅鑼灣的通宵巴士服務。於1998年8月10日起投入服務。
969N
- 天水圍市中心 → 銅鑼灣（摩頓台）

於2021年8月16日投入服務，由天水圍市中心單向開往銅鑼灣，前身為N969每日05:10由天水圍市中心開出之末班車改用獨立編號而成，起點及終點站與N969相同，不同的是，本線仍維持途經元朗公路及大欖隧道，只於每日05:10開出一班車。

### 過海隧道巴士R969線
- 天水圍市中心 → 銅鑼灣（摩頓台）

由2010年2月28日服務。方便天水圍市民前往紅隧及銅鑼灣參加馬拉松，只於馬拉松比賽當天服務。

### 龍運巴士NA37線
- 國泰城 ↔ 天水圍市中心（經機場客運大樓及港珠澳大橋香港口岸）

於2019年1月1日投入服務，2021年6月20改經嘉湖山莊（美湖居、麗湖居、景湖居）、天晴邨、天逸邨、天富苑、天頌苑、天瑞邨、天水圍公園、天耀邨、屏欣苑、洪水橋、藍地、紅橋、屯門市廣場、屯門赤鱲角隧道、港珠澳大橋香港口岸及機場客運大樓，只於深宵時段提供服務。

## 途經路線資料

### 過海隧道巴士969線（每日18:45後往港島班次）
- 天水圍（天恩邨） → 銅鑼灣（摩頓台）
銅鑼灣（摩頓台）→天水圍市中心

### 過海隧道巴士969C線
- 嘉湖山莊美湖居→ 太古（康怡廣場）

是967及969線的輔助線，提供港島東區（鰂魚涌、北角）往來天水圍天慈、天水圍市中心、美湖居、天水圍北及天頌苑的過海隧道巴士服務，於2008年5月13日起投入服務。

### 龍運巴士A37線
- 朗屏站 ↔ 機場（地面運輸中心）

於2016年7月25號投入服務，提供元朗朗屏、天水圍北、天水圍市中心、景湖居、天慈及洪水橋直達機場客運大樓及港珠澳大橋香港口岸的龍運巴士服務。

### 新大嶼山巴士B2P線
- 天慈邨 ↔ 深圳灣口岸

是B2線的輔助線，提供天慈、天水圍市中心、天瑞、天耀、港鐵天水圍站往來深圳灣口岸的口岸巴士服務，於2008年7月26日起投入服務，只限往深圳灣口岸方向途經此總站。

### 新界區專線小巴79S線
- 天水圍市中心 ↔ 落馬洲管制站

### 新界區專線小巴610S線
- 天水圍（天瑞邨） ↔ 尖沙咀（海防道）

### 新界區專線小巴618線
- 天水圍（天恩邨） ↔ 深圳灣口岸

## 過往路線
- 九龍巴士69C線（第一代）（已取消）
- 九龍巴士264M線（已取消）
- 九龍巴士269D線（已遷往天富巴士總站）
- 九龍巴士269M線（已遷往天恩邨公共運輸交匯處）
- 九龍巴士276線（已遷往天慈巴士總站）
- 九龍巴士276P線（已遷往天水圍站公共運輸交匯處）
- 九鐵巴士658線 (第二代)（已取消）
- 九鐵巴士659線（已取消）
- 九鐵巴士A70P線（已取消）
- 新大嶼山巴士B2P線（已遷往天慈巴士總站）
- 龍運巴士E34線（已取消）
- 龍運巴士E34A線（已取消）
- 龍運巴士E34P線（第一代）（已取消）
- 龍運巴士E34P線（第二代）（已取消）
- 龍運巴士E34X線（已取消）
- 龍運巴士E34S線（已取消）
- 龍運巴士NA34線（已取消）
- 龍運巴士X34線（已取消）
- 九鐵巴士K2P線（已取消）
- 九鐵巴士K70線（已取消）
- 九鐵巴士K71線（已取消）
- 過海隧道巴士969A線（已取消上午班次）

## 外部連結
- 九巴 （页面存档备份，存于）
- 天水圍市中心公共運輸交匯處 （页面存档备份，存于），城巴／新巴
- 龍運巴士 （页面存档备份，存于）
- 新大嶼山巴士
- 香港巴士大典上的相关条目：天水圍市中心公共運輸交匯處